# پرچم رنگین‌کمان
پرچم رنگین کمانی پرچمی است شامل چند رنگ که به صورت افقی در کنار هم قرار گرفته‌اند که برگرفته از رنگهای رنگین کمان است. رنگ‌های اصلی رنگین کمان با رنگ‌های این پرچم تفاوت دارد اما طراحی‌های بسیاری در سراسر دنیا این رنگها را به ترتیب در پرچم قرار می‌دهند که شامل قرمز، نارنجی، زرد، سبز، آبی، و بنفش است.
‌

## اروپا
استفاده از پرچم رنگین کمانی به عنوان نمادی برای امید و آرزو و تنوع سابقه زیادی دارد. انتخاب پرچم رنگین کمانی به عنوان نمادی برای آسایش ریشه در کتاب مقدس دارد. بر طبق کتاب مقدس مسیحیان خداوند ابتدا یک رنگین کمان درست کرد تا به نوح بشارت دهد که طوفان پایان یافته و آسودگی در راه است. یک اصلاح طلب المانی به نام Thomas Müntzer اصلاحات و جنبش خود را توسط کتاب مقدس انجام می‌داد این فرد در نقاشی‌ها و مجسمه با یک پرچم رنگین کمانی در دستش نمایش داده می‌شود.
در قرن ۱۶ در جنگ دهقانان المان پرچم رنگین کمان به بر روی قایق‌ها نصب بود و به عنوان آرزویی برای شروع جدید و عهد جدید و آرامش استفاده می‌شد

## آمریکای جنوبی
در پرو و اکوادور از پرچم رنگین کمانی به عنوان نمادی برای نمایش دادن امپراتوری اینکا استفاده می‌شود این پرچم ریشه در فرهنگ قدیمی اینکاها و نمادی به نام Wiphala دارد(Wiphala نمادی است که مردم بومی حاشیه کوه‌اند برای مشخص کردن خود استفاده می‌کنند) امروزه در شهر کوسکو در کشور پرو این پرچم به عنوان پرچم رسمی این شهر است و در تمام میدانها و ساختمان‌های دولتی این شهر استفاده می‌شود

## پرچم بوداییسم
پرچم بوداگرایی در سال ۱۸۸۵ در سری لانکا طراحی شد و پس از ان در سال ۱۸۸۶ اصلاح شد و به شکل امروزی درآمد. در سال ۱۹۵۰ این پرچم به عنوان نماد رسمی تمام بوداها در سراسر دنیا پذیرفته شد. این پرچم شامل ۶ ردیف عمودی می‌باشد که به ترتیب شامل رنگ‌های ابی، زرد، قرمز، سفید و نارنجی است و ردیف ششم مخلوطی از ۵ ردیف قبلی است که به صورت عمودی بر روی هم به ترتیب قرار گرفته‌اند
| ابی (Nila): عشق، صلح و شفقت عمومی                            |
| زرد(Pita): میانه‌روی، دوری از افراط                           |
| قرمز(Lohita): برکت مداوم، فرزانگی، بخت و مقام                |
| سفید(Odata): هدایت برای آزادی، خلوص نیت، خارج از زمان و مکان |
| نارنجی (Manjesta): تعلیمات بودا، دانش و فرزانگی              |
| ------------------------------------------------------------ |

## اتحادیه بین‌المللی تعاون

پرچم قبلی اتحادیه بین‌المللی تعاون

پرچم رنگین کمانی هفت رنگ به عنوان نماد اتحادیه بین‌المللی تعاون شناخته شده‌است. پرچم رنگین کمانی از سال ۱۹۲۱ به عنوان نماد این سازمان شناخته می‌شود. در سال ۱۹۲۳ یک طراح مشهور فرانسوی به نام Charles Gide پیشنهاد یک پرچم رنگین کمانی هفت رنگ را داد. او عقیده داشت رنگین کمان نمادی برای امید و آسایش است، قدرت روشنایی، روشن فکری و جریان زندگی است.
در سال ۲۰۰۱ نماد این سازمان تغییر کرد و پرچم رنگین کمانی به یک لوگوی رنگین کمانی با پشت زمینه سفید تغییر کرد اما کماکان از رنگین کمان در این نماد استفاده می‌شود.
هفت رنگ این نماد هرکدام برای خود معنا و مفهوم خاصی دارد.
| قرمز: شجاعت                                                                                             |
| نارنجی:چشم‌انداز توانایی‌ها                                                                               |
| زرد: نشاندهنده چالشی که رنگ سبز شروع می‌کند                                                              |
| سبز:نمایانگر همکاری و تلاشی است که برای رشد اعضا و و درک کردن ارزش همکاری انجام می‌شود                   |
| نیلی:به معنی نیاز برای آموزش و پرورش برای مردمی که شانس این کار را نداشته اندو تلاش برای وحدت جهانی است |
| ابی:یک یادآوری است که مردم کم شانس نیاز به ملاقات و همکاری دارند                                        |
| بنفش:نشانه‌ای برای گرمای محبت دوستی و زیبایی است                                                         |

## مهربابا

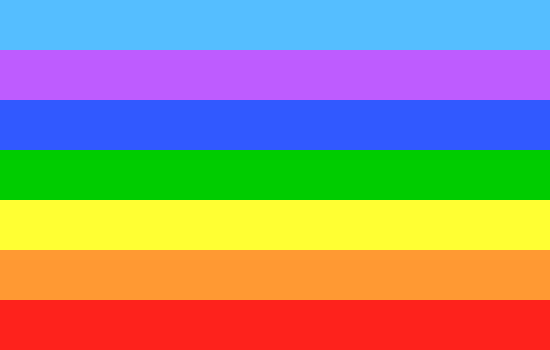
پرچم مهربابا

مهربابا در سال ۱۹۲۴ یک پرچم رنگین کمانی که شامل ۷ رنگ بود، طراحی کرد و این نماد را اینگونه توصیف کرد: "رنگها در این پرچم نشان می‌دهند که مردم از شهوت و خشم (که بارنگ قرمز مشخص شده) رشد کرده و به بالاترین درجات انسانی و خداوند می‌رسند (که با رنگ آبی آسمانی مشخص شده‌است)."

## پرچم صلح

پرچم صلح ایتالیا

پرچم رنگین کمان در ایتالیا به عنوان نمادی برای صلح اولین بار در سال ۱۹۶۱ در تظاهراتی بر ضد جنگ‌افزارهای هسته‌ای استفاده شد. این پرچم توسط گروهی به نام " Pace da tutti i balcony" (صلح از هر ایوان) در سال ۲۰۰۲ در اعتراضاتی علیه جنگ عراق عمومیت پیدا کرد و شناخته شد.
این پرچم شامل هفت رنگ است که از بالا به ترتیب عبارت است از بنفش، ابی، نیلی، سبز، زرد، نارنجی و قرمز و نوشته‌ای به شکل PACE نیز بر روی ان است که در زبان ایتالیایی به معنای صلح است.

## پرچم ال‌جی‌بی‌تی

پرچم ال‌جی‌بی‌تی

مشهورترین استفاده پرچم رنگین کمانی که گاهی پرچم آزادی نامیده می‌شود نماد ال‌جی‌بی‌تی است. این پرچم توسط Gilbert Baker و در سال ۱۹۷۸ طراحی شد. رنگ‌های متنوع در این پرچم نمادی برای تنوع گروه‌ها در ال‌جی‌بی‌تی است و این پرچم به شکل‌های مختلفی مانند پرچم، بنر، لباس یا زینت آلات در رژه غرور ال‌جی‌بی‌تی در کشورهای مختلف استفاده می‌شود.
در بیست و پنجمین یادبود کشته شدگان شورش‌های استون‌وال که در سال ۱۹۹۴ در new York برگزار شدیک پرچم ۱۶۰۰ متری ساخته شد و در راهپیمایی استفاده شد.
رنگهای پرچم اولیه هشت رنگ بود که در سال ۱۹۷۹ رنگهای صورتی و فیروزه‌ای از ان حذف شد و شامل ۶ رنگ شد که همیشه با رنگ قرمز در بالا یا چپ شروع می‌شود.
هرکدام از رنگها معنای خاص خود را دارد که به ترتیب عبارتند از:
| صورتی: گرایش جنسی (حذف شده) |
| قرمز: زندگی                 |
| نارنجی: سلامتی              |
| زرد: روشنایی                |
| سبز: طبیعت یا طبیعی بودن    |
| نیلی: جادو، هنر (حذف شده)   |
| ابی: هارمونی، هماهنگی       |
| بنفش: روح و روان            |

## تغییرات پرچم

طرح اصلی طراحی شده توسط گیلبرت بیکر در سال ۱۹۷۸
نسخه بدون رنگ صورتی در سال‌های ۱۹۷۸–۷۹
نسخه ۶ رنگ از سال ۱۹۷۹ که رنگ نیلی به رنگ آبی مایل به ارغوانی تغییر یافت

## استفاده از پرچم رنگین کمان در طرح‌های مختلف

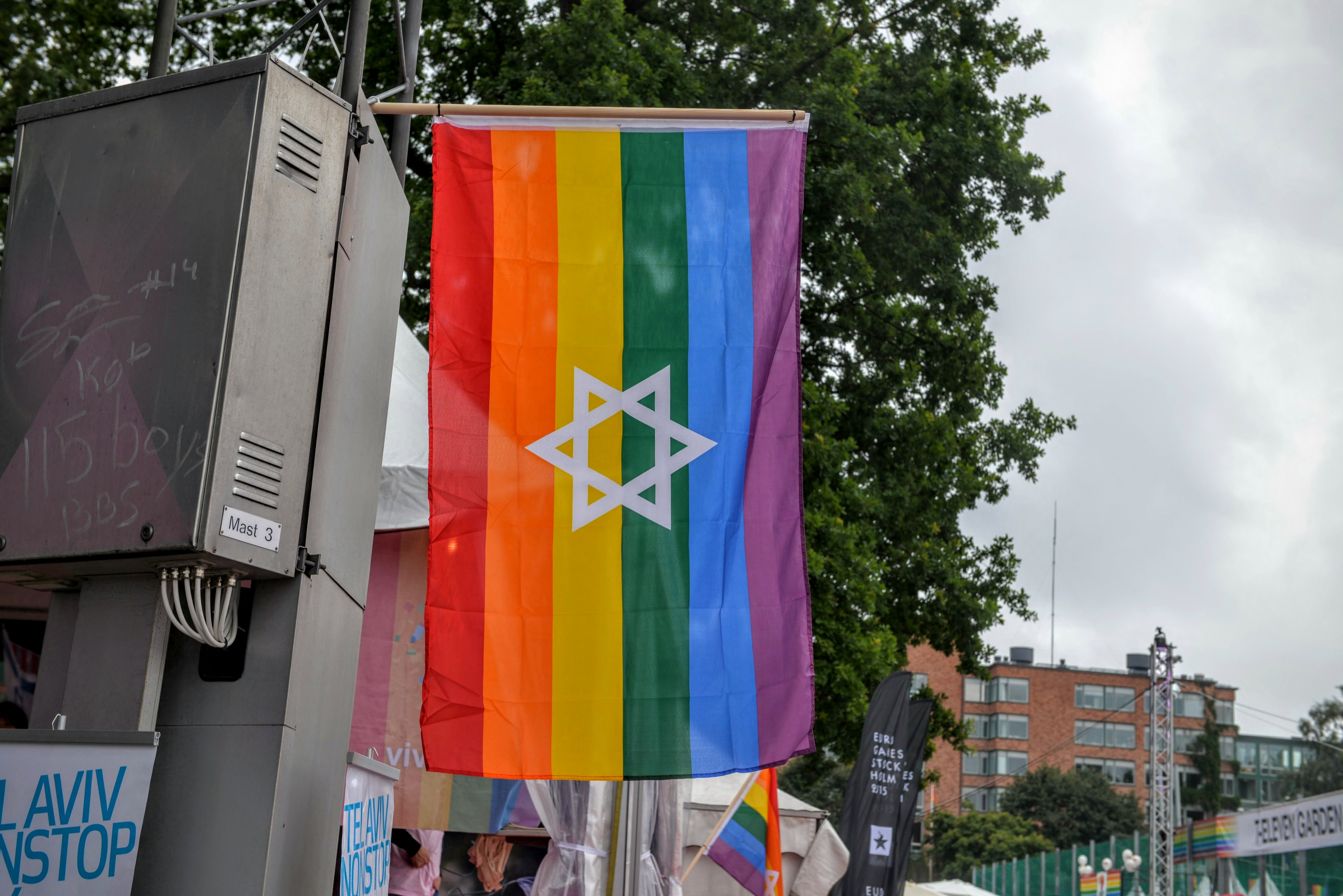
پرچم افتخار همجنسگرایان یهودی (استکهلم پراید ، سوئد ، ۲۰۱۵)
پرچم آمریکا در رنگ‌های گی پراید
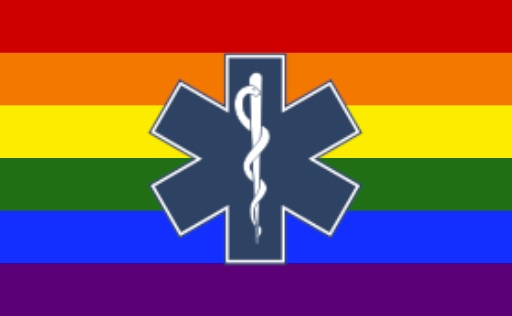
آگاهی از سلامت ال‌جی‌بی‌تی
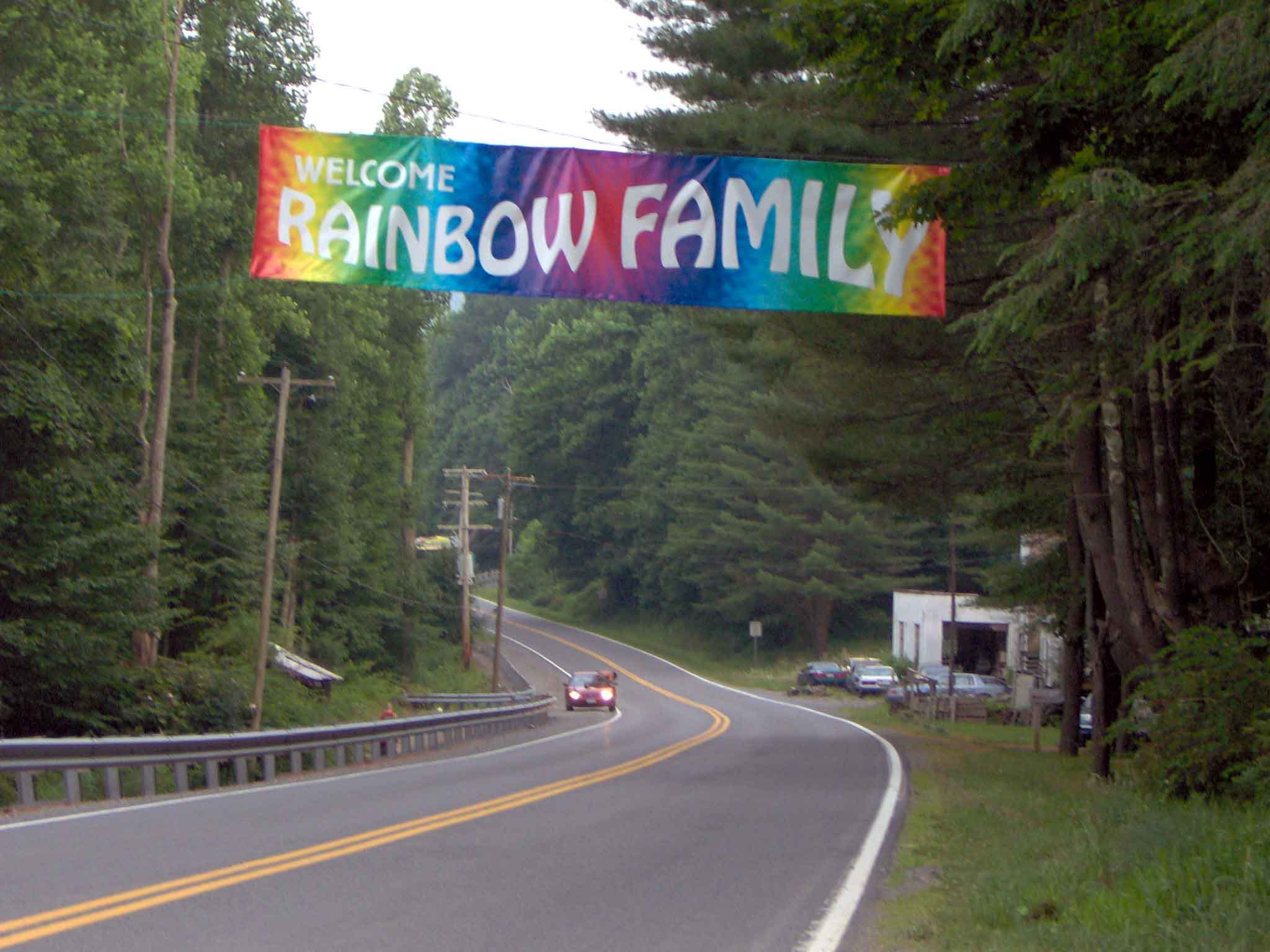
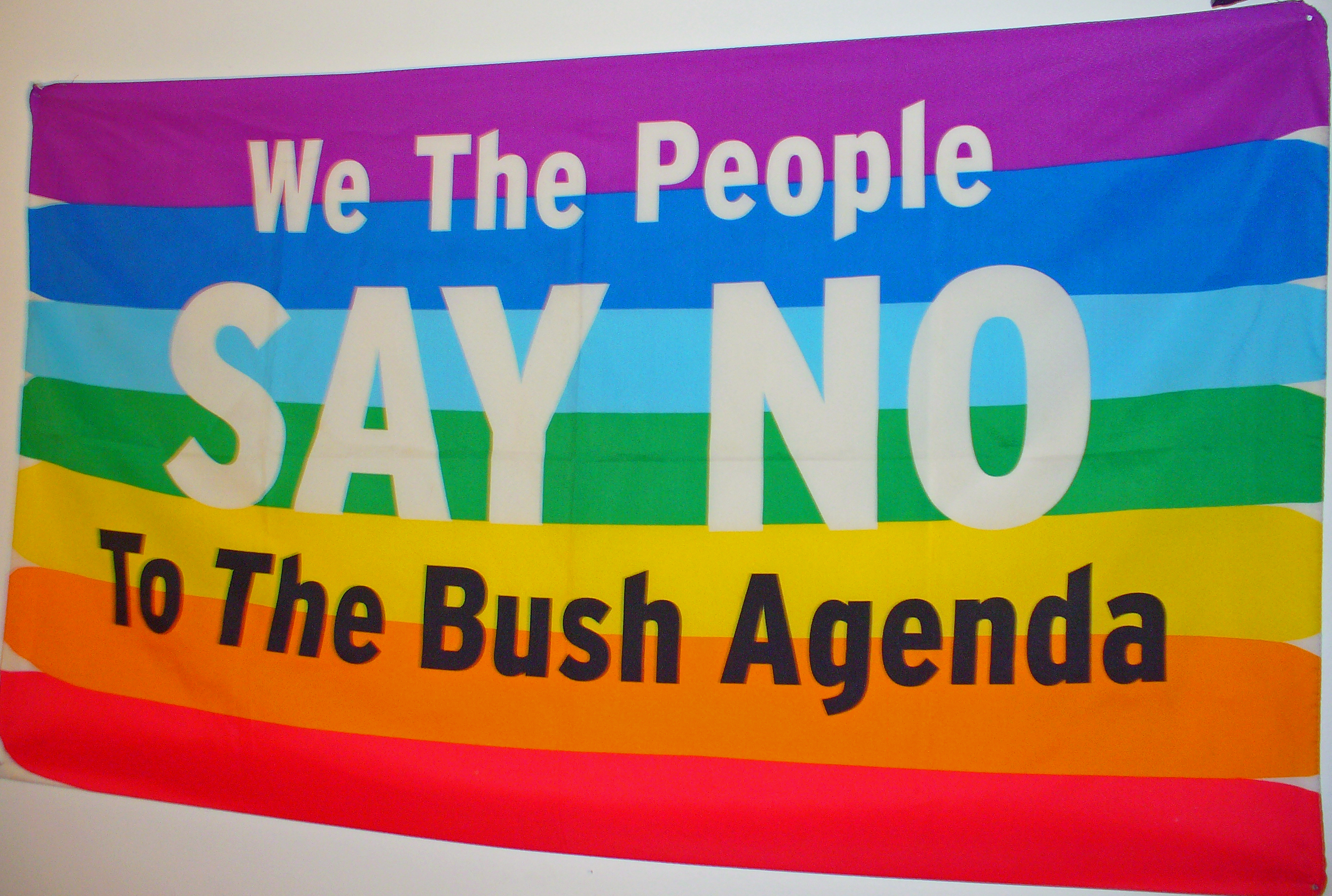
پرچم اعتراض رنگین کمان که توسط «نه به نام ما» استفاده شده‌است.

## استفاده‌های دیگر
از پرچم رنگین کمانی به عنوان پرچم استان خودگردان یهودی در کشور روسیه استفاده می‌شود همچنین در روسیه و اکوادور نیز گروه‌هایی از این پرچم به عنوان نماد خود استفاده می‌کنند